# Marcus Ericsson
Marcus Ericsson (Kumla, Suècia, 2 de setembre de 1990) és un pilot suec de Fórmula 1. Actualment (any 2014) competeix en la Temporada 2014 de Fórmula 1 amb l'escuderia Caterham F1 Team.